# إليس إي. باترسون
إليس إي. باترسون (بالإنجليزية: Ellis E. Patterson)‏ هو محامي وسياسي أمريكي، ولد في 28 نوفمبر 1897 في يوبا سيتي في الولايات المتحدة، وتوفي في 25 أغسطس 1985 في لوس أنجلوس في الولايات المتحدة بسبب سرطان. نشط حزبياً في الحزب الديمقراطي والحزب الجمهوري. وقد انتخب عضو جمعية ولاية كاليفورنيا وانتخب عضو مجلس النواب الأمريكي.